# Mošeja Yivli Minare

Alaaddinova mošeja ali mošeja Yivli Minare (dobesedno: mošeja 'brazdastega minareta'), ki se v Antalyi pogosto imenuje tudi mošeja Ulu (turško Antalya Ulu Camii, 'Velika mošeja'), je zgodovinska mošeja, ki jo je zgradil anatolski seldžuški sultan Alaaddin Keykubad I. je del külliye (kompleksa objektov), ki obsega Yivli mošejo, medreso Gıyaseddina Keyhüsreva, Seldžuško in Derviševo ložo ter obokani grobnici Zincirkıran in gospe Nigâr. Mošeja stoji v Kaleiçiju (starem mestnem jedru) vzdolž Cumhuriyet Caddesi, poleg Kalekapısı Meydanı. Minaret, ki se imenuje Yivli Minare, je okrašen s temno modrimi ploščicami in je značilnost in simbol mesta. Leta 2016 je bila vpisana na poskusni seznam območij Unescove svetovne dediščine v Turčiji. 

## Zgodovina
Mošeja je bila prvič zgrajena leta 1230 in popolnoma rekonstruirana že leta 1373. Minaret je visok 38 metrov in prostostoječ, zgrajen na kvadratnem kamnitem podstavku iz rezanega kamna, telo pa iz opečnatih in turkiznih barvnih ploščic iz osmimi brazdastimi elementi in ima 90 stopnic do vrha.
Prva stavba je bila zgrajena okrog leta 1225-7 v času vladavine seldžuškega sultana Ala ad-Din Kay Qubadha I. (1220-1237) . Prvotna mošeja je bila uničena v 14. stoletju, novo so leta 1373 zgradili Hamididi na temelju bizantinske cerkve. S svojimi šestimi kupolami je med najstarejšimi primeri več kupolne konstrukcije v Anatoliji.
Danes je v stavbi Antalyjski etnografski muzej, ki hrani oblačila, kuhinjske pripomočke, vezenine, tapiserije in statve, nogavice, vreče, preproge, okraske in nomadske šotore. Za javnost je bil odprt leta 1974.
Medresa Gıyaseddina Keyhüsreva je iz leta 1239 nasproti vrat. Verjeli so, da so ruševine seldžuške medrese stoletno delo. Grobnica Zincirkıran, severno od minareta Yivli je v zgornjem vrtu. Tudi v seldžuškem slogu, vendar ima značilnost osmanskih grobnic s svojo zunanjo preprosto površino, z okni in grobom na nižji ravni. Zgrajena je bila leta 1377 in vsebuje tri grobišča. Grobnica gospe Nigâr je severno od Yivli mošeje. Grobnica na heksagonalnem tlorisu ima preprost videz. Je iz leta 1502. Menijo, da je bila stavba na zahodu mavzoleja Zincirkıran in jo je leta 1225 zgradil Alâeddin Keykubad. Njegov napis je bil izgubljen. Bila je obnovljena. Danes se uporablja kot galerija likovnih umetnosti.